# Espectroscopía resuelta en el tiempo
En física  y química física, la espectroscopia resuelta en el tiempo (en algunos países hispanohablantes, también con acento gráfico: espectroscopía) es el estudio de procesos dinámicos que transcurren en tiempos generalmente muy cortos, en materiales o compuestos químicos, por medio de técnicas espectroscópicas. Muy a menudo, se estudian los procesos que ocurren después de la iluminación de un material, pero en principio, la técnica puede aplicarse a cualquier proceso que conduce a un cambio en las propiedades de un material. Con la ayuda de los láseres pulsados,  es posible estudiar los procesos que ocurren en escalas de tiempo de apenas 10-14 segundos, o unos cuantos attosegundos.
La radiación de excitación cubre una amplia gama espectral, de 250 nm hasta 1500 nm. La  muestra se monta generalmente en un criostato de helio líquido  para temperaturas entre  5 y 300 K. La intensidad de fotoluminiscencia emitida es recogida por una óptica estándar o un microscopio y se dispersa en un monocromador. Para la detección, se puede utilizar una cámara con fotocátodo que puede detectar simultáneamente la señal de fotoluminiscencia resuelta en el tiempo y espectralmente.

## Tipos de espectroscopía resuelta en el tiempo
Existen diferentes tipos de espectroscopia resuelta en el tiempo:

### Espectroscopia de absorción transitoria
La espectroscopia de absorción transitoria es una extensión de la espectroscopia de absorción. Aquí, la absorbancia de una muestra, para una longitud de onda particular o para un rango de longitudes de onda, se mide en función del tiempo después de la excitación por un destello de luz. En un experimento típico, tanto la luz de excitación ("bomba") como la luz para medir la absorbancia ('sonda') son generados por un láser pulsado. Si el proceso en estudio es lento, entonces el tiempo de resolución se puede obtener con un haz de prueba continuo (es decir, no pulsado) y las técnicas convencionales de espectrofotometría.
Ejemplos de procesos que se pueden estudiar:
- Espectroscopía de ganancia óptica de materiales con láser de semiconductor
- Reacciones químicas que se inician por la luz (o reacciones químicas fotoinducidas)
- La transferencia de energía de excitación entre moléculas, partes de moléculas, o las moléculas y su entorno
- El comportamiento de los electrones que se liberan de una molécula o material cristalino

### Otras técnicas de pulsos múltiples
La espectroscopia transitoria, como se mencionó anteriormente, es una técnica en la que intervienen dos pulsos. Hay muchas más técnicas que emplean dos o más pulsos, tales como:
- Ecos de fotones
- Mezclas de cuatro ondas (intervienen tres pulsos láser)

La interpretación de los datos experimentales de estas técnicas suele ser mucho más complicada que en la espectroscopia de absorción transitoria.
La resonancia magnética nuclear y la resonancia de espín electrónico se han implementado con múltiples técnicas de pulso, aunque con ondas de radio y microondas en lugar de luz visible.

### Espectroscopia de infrarrojo resuelta en el tiempo
En la espectroscopia de infrarrojo resuelta en el tiempo (Time-Resolved InfraRed, TRIR) también emplea una metodología de dos pulsos. El pulso de excitación o bombeo está generalmente en la región UV y se genera a menudo por un láser de Nd-YAG de alta potencia, mientras que el haz de prueba se encuentra en la región infrarroja. Esta técnica opera en la actualidad hasta el régimen de tiempo de picosegundos y supera a la absorción transitoria y la espectroscopia de emisión, proporcionando información estructural sobre la cinética del estado excitado de ambos estados oscuros y emisivo.

### Espectroscopia de fluorescencia resuelta en el tiempo
La espectroscopia de fluorescencia resuelta en el tiempo es una extensión de la espectroscopia de fluorescencia. En este caso, la fluorescencia de una muestra se controla en función del tiempo posterior a la excitación mediante un destello o pulso de luz. El tiempo de resolución puede ser obtenido de varias maneras, dependiendo de la sensibilidad necesaria y el tiempo de resolución:
- Con electrónica de detección rápida (nanosegundos y menos)
- Con una cámara ultrarápida (picosegundos y más lento)
- Con bloqueo óptico (femtosegundos-nanosegundos): Un breve pulso de láser actúa como una puerta para la detección de la luz fluorescente, sólo se detecta la luz de fluorescencia aunque llega al detector al mismo tiempo que el pulso de excitación. Esta técnica tiene la mejor resolución temporal, pero la eficacia es bastante baja. Una extensión de esta técnica de bloqueo óptico consiste en utilizar una puerta Kerr, que permite a la señal de dispersión Raman ser recogida antes que la (más lenta) señal de fluorescencia de mayor intensidad. Esta técnica puede mejorar la relación señal/ruido de los espectros Raman.